# Avtoexport
Avtoexport – przedsiębiorstwo o charakterze tzw. centrali handlu zagranicznego powstałe w 1956 (choć we wcześniejszej formie istniejące już w okresie międzywojennym) w Związku Radzieckim. Zajmowało się eksportem pojazdów, importem silników oraz zaopatrzeniem radzieckich firm w pojazdy i sprzęt drogowy.
W połowie lat 60. przedsiębiorstwo dysponowało na całym świecie siecią stacji serwisowych, magazynów i centrów szkoleniowych. Eksportowało do ponad 100 krajów. W 1990 roku zostało przekształcone w zagraniczne przedsiębiorstwo magazynowo-handlowe.

## Działalność w Polsce
W umowach zawartych między ZSRR a Polską w roku 1974 oraz 1978 ustalono, że w Warszawie powstaną ośrodki obsługi technicznej maszyn, które będą służyć wymianie handlowej między obu krajami. Firma Avtoexport do dziś dysponuje działką o powierzchni 1,70 ha przy ul. Połczyńskiej 10 w Warszawie. Jest to teren eksterytorialny.
Po rozpadzie Związku Radzieckiego Avtoeksport wraz z Edwardem Mazurem oraz firmą Bakoma-Bis, reprezentowaną przez Zbigniewa Komorowskiego został współzałożycielem i głównym udziałowcem firmy Abexim, zajmującej się obecnie dystrybucją samochodów Opel i Chevrolet w Polsce.
Antoni Macierewicz wymienia w swoim raporcie Avtoeksport i jego polskiego przedstawiciela – firmę Abexim, która do jesieni 2006 serwisowała samochody należące do WSI